# 海外兵团
海外兵团或称海外军团，在中文通常是指归化它国国籍的原中华人民共和国国籍运动员，近年亦指在海外任职的教练。在其它国家亦存在类似现象。

## 中國
自中华人民共和国建国起，对运动员培训制度采用举国体制。随后，中国运动员在乒乓球、举重、跳水等运动项目上取得了全球领先的优势。1978年，中国大陆开始改革开放，中国公民移民逐渐宽松。从1980年代起，有众多运动员移民它国，并改换国籍，代表别国参加比赛。同时，中华人民共和国国籍法不承认双重国籍，入籍它国，即不能保留中华人民共和国国籍。1990年代，代表日本参赛的前中国籍乒乓球运动员何智丽曾在中国引起巨大的反响。对海外兵团亦有相反的评价。
乒乓球运动在中国有国球之称。中国乒乓球队在各类国际比赛中，占有绝对优势。2012年的报道，前中国籍乒乓球员陈卫星表示，海外兵团在推动一个运动项目的国际交流发挥的积极作用。时任中国乒乓球男队主教练的劉國梁表示，没有海外兵团，全球乒乓球可能会变成一潭死水。

## 归化运动员
這種情形並非只有中國才有，在一個國家對獎牌的渴望，選手對金錢的需求的情況下，海外兵团也會在其他國家發生。另外各項對同一個國家的人數限制也是原因之一。
例如有些肯亞出生的運動員在奧運會上會代表其他國家出賽而非自己的國家出賽，尤其大部分以代表美國和巴林出賽最多。在2016年奧運會，共有約20名運動員包含多個獎牌得主。
巴西足球員轉換國籍者多達5000人以上；世界乒乓球錦標賽，超過150名中國選手代表其他國家參賽。大批肯亞長跑選手轉籍至中東國家，連名字都改成伊斯兰教名字。
部分國家也是透過這種動作，在多個項目達到理想的成績。

### 其他關係
- 當一個國家全部或部分項目受到不定期限的禁賽，該國就有可能有運動員大量的轉籍求出路。造成人才外流，該國體育也隨之下滑。如1992年的南斯拉夫，2016年的俄羅斯田徑及傷健運動員及部分項目。[5]而那些轉籍的運動員當轉到其他國家時，可能使比賽品質下降。

### 限制
有些項目限制這種情形，如足球和冰球一經代表國家出賽就難以轉籍，桌球21歲以後禁止轉籍，部分其他項目在轉籍3年後才能代表新國家參賽。

### 利弊

#### 正面效果
- 可以改善部分國家體育人才不足的問題。

#### 負面效果
- 由於這樣會使個人項目有如足球的轉會市場、洲内賽事（如：亞洲運動會）品質不純等問題，而產生大規模的議論。
- 成為部分較富裕的國家提振體育成績的工具。
- 當這些運動員的原籍國家被整隊或部分禁賽時，可能激起他們的對「祖國」的同情導致比賽混亂，如持被整隊禁賽國家的國旗、攻擊與其敵對國家選手的行為等比賽單位不允許的行為。

### 誤解
這些情形通常不會被視為海外兵團的一部份：
- 前國家解體，由新國家代表繼續參加，如蘇聯、南斯拉夫
- 在參賽年齡前移民到代表國家的國家，馬塞爾·德塞利、帕特里克·维埃拉。
- 可能出生地、親戚、居住地而代表國家，凯文·库兰伊、欧文·哈格里夫斯，通常代表實力較差的國家參賽。

當然也有拒絕成為海外兵團的例子。如雖然居於巴塞隆拿，并于2005年9月26日获得西班牙国籍，但他並沒有代表西班牙國家足球队出賽，而選擇為出生國阿根廷披甲。